# Lagostomus
Lagostomus là một chi động vật có vú trong họ Chinchillidae, bộ Gặm nhấm. Chi này được Brookes miêu tả năm 1828. Loài điển hình của chi này là Lagostomus trichodactylus Brookes, 1828 (= Dipus maximus Desmarest, 1817).

## Hình ảnh

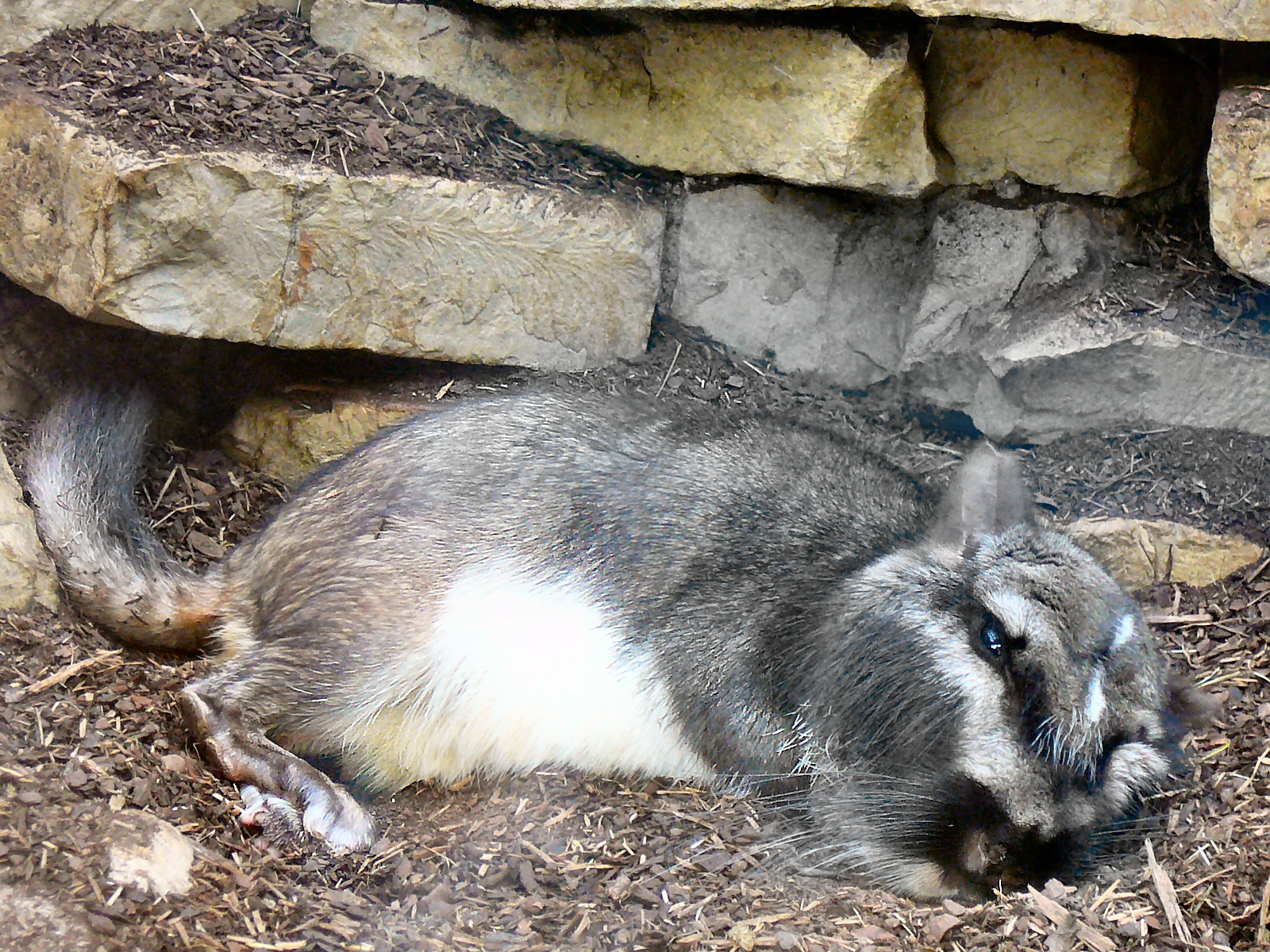
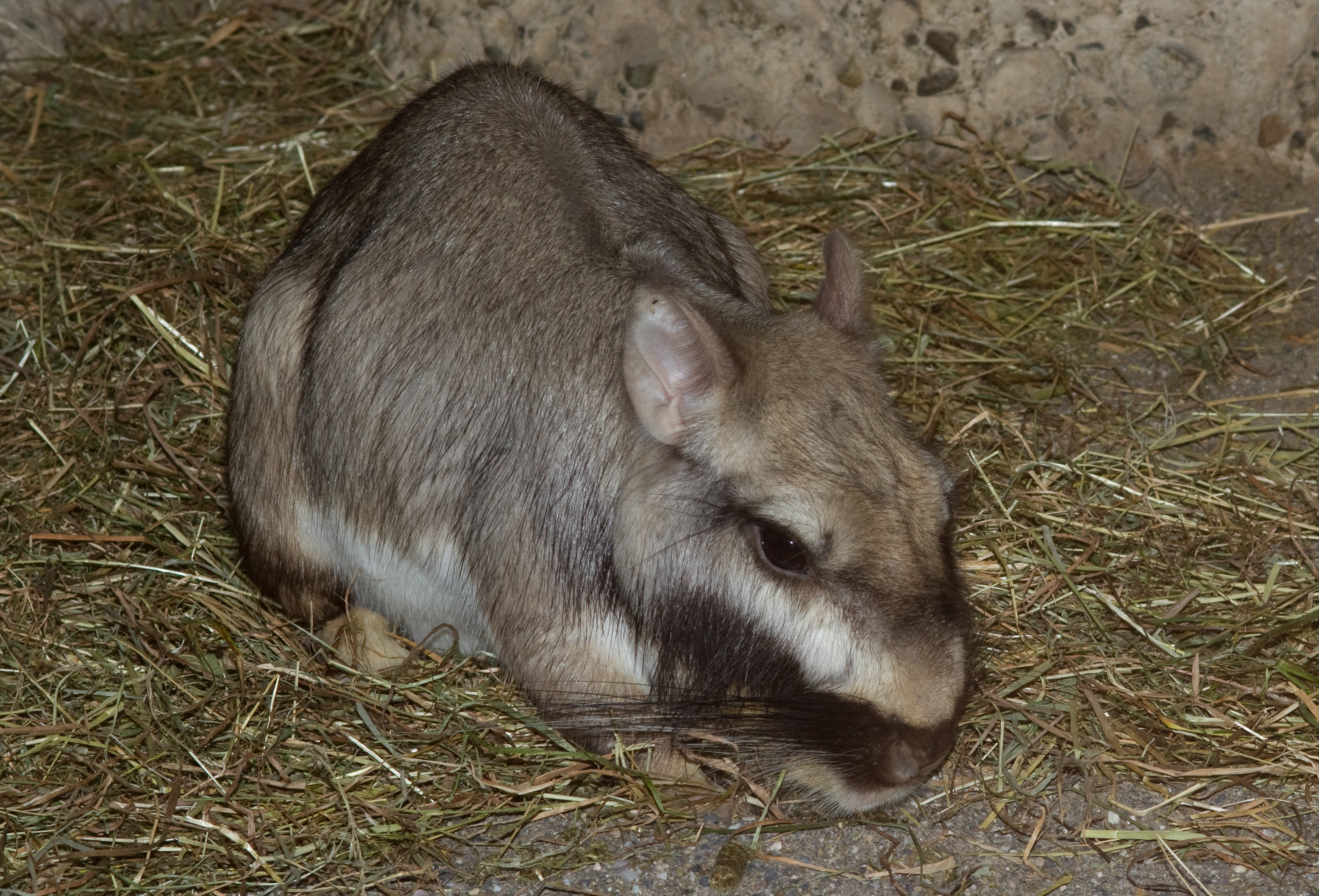

## Các loài
Chi này gồm các loài: